# Georg Joachim Mark
Georg Joachim Mark (* 1. März 1726 in Schwerin; † 5. März 1774) war ein deutscher lutherischer Theologe und Bibliothekar.

## Leben
Georg Joachim Mark war Sohn des Rektors an der Schweriner Domschule Nicolaus Jacob Mark († 1747). Ab 1741 studierte er Theologie an der Universität Kiel und wurde dort 1745 mit seiner Dissertation über King-James-Bibel, die englische Bibelübersetzung von 1611, zum Magister promoviert. Förderung erfuhr er im Kiel durch seinen Onkel Ernst Joachim Westphal. Er wurde zunächst Assessor der Philosophischen Fakultät in Kiel und 1752 Bibliothekar von Erbprinz Ludwig zu Mecklenburg. 1758 wurde er zum ordentlichen Professor der Theologie in Kiel berufen und übte diese Professur bis zu seinem Tod aus. Er wurde 1766 an der Universität Greifswald zum Dr. theol. promoviert und war Mitglied der Deutschen Gesellschaft zu Greifswald. Seine Bibliothek vermachte er im Jahr vor seinem Tod der Universitätsbibliothek Kiel. Er stiftete auch ein Stipendium. Mark verfasste zahlreiche theologische Schriften aber auch Gedichte und geistliche Lieder.